# 徒歩旅行
徒歩旅行（とほりょこう）とは、徒歩で移動する旅行をいう。類義語として、「歩き旅」、「ウォーキング」及び「ハイキング」などがある。

## 概要
一般的に徒歩の移動速度は、時速4～5kmであると言われる（旅行者の体格や体調、携行品の重量や道程の環境によって左右される。たとえば軍隊などでは歩兵の移動速度は時速6km（普通50分行軍・10分小休止の繰り返し）と見積もられる。古代ローマでは舗装された道路を移動するので緊急時は軍隊が1日100kmの移動も可能であった）。完全な徒歩旅行の場合は、1日の内、食事・休憩を入れて8時間、延べ30km（時速5km）を距離の目安とすることが多い。
旅の過程で必要となる荷物を携行して歩くことが多いので、荷物は可能な限り小さく軽くする必要がある。両手が自由になることから、バックパックを使うことが多く、日帰りや数日間の場合はデイパック、数週間から数ヶ月に亘る場合は登山で使用する大型のリュックサックなどが使用される。また、バックパックではなく、嗜好や服装に合わせて、スーツケースやトートバッグを使う場合もある。場合によってはカートやリヤカーなどを利用する者もいる。

## 装備
このような旅行の装備としては一例として次のようなものがあげられる。

### 服装
- シャツ：半袖と長袖を重ね着することで、日焼け対策と汗の吸収を行う。生地はアレルギー体質が無い限りポリエステルなど化学繊維の方が快適性が高いとされる。
- ズボン・パンツ：伸縮性のある化学繊維のものを選ぶ人が多い。登山用の装備に近い。
- 靴下：汗の吸収と乾燥に適した化学繊維のものを選ぶ人が多い。
- 靴：脱ぎ履きのしやすさや軽さ・快適性、コストから、スニーカーやウォーキングシューズが選択される。
- 帽子：頭部を日差しから守り、熱射病や日射病、日焼けの対策とする。
- 防寒着：セーターやトレーナーなど。冬季や朝夕、天候不良時の保温のため。
- 雨具：手の塞がる傘よりもレインコート（合羽）が好まれる。通気性に富むゴアテックスなど快適性を高めたものが多く市販されている。

### 携行品
- リュックサック：時期や期間によって最適な容量を選択する。
- 地図：縮尺5万分の1程度が徒歩旅行には便利とされる。
- タオル・手拭：汗を拭くためだけでなく、首に巻くことで保温も可能である。
- 洗面道具：あまりに汚いと路程で親切にしてもらえず、さらには警察官の職務質問に遭う。
- 飲料水：脱水症状の予防のため。
- 非常食：行動食：高カロリーで糖分や炭水化物の多い飴やチョコレートなどが良く選択される。
- 常備薬：風邪薬や消毒薬の他、湿布や筋肉痛を抑える消炎薬を携行する人が多い。
- 健康保険証：万が一事故や病気にあった時のため。
- 筆記用具
- カメラ：旅先での景色を記録するため。
- 携帯電話：旅先で連絡を取るため。
- ラジオ：ニュースや天気予報を聞くため。
- 乾電池：携行する電気製品のため。宿泊場所などでコンセントからの商用電力を確保できる場合には充電器なども。
- 金銭類：支払った金額に応じたサービスを受けるため。
- 寝袋・テント：野宿やキャンプ場などで宿泊する場合。

## 世界各地の徒歩旅行
宗教や信仰として行う徒歩旅行の代表例が世界各地で散見される聖地への巡礼行為である。有名な事例としてはイスラム教の聖地メッカに訪れる大巡礼（ハッジ）や日本の四国地方を徒歩で廻るお遍路などが挙げられる。
他方、宗教又は信仰と関係なく、発着点として知名度の高い地点を結ぶ徒歩旅行に試みる場合がある。国内旅行であれば日本縦断や日本一周が代表例といえよう。

### ヨーロッパ
ドイツ発祥のユースホステル運動はリヒャルト・シルマンが徒歩旅行の指導にあたり考案したもので、もともとユースホステルは町から村、野から山へと歩き回る際の簡易宿泊施設という位置づけだった。しかし、動力利用の交通機関が急速に発展し、ユースホステルにはバイクやオートパイ、バスなどで大量に訪れる人々からの宿泊要請に直面することになった。第11回国際ユースホステル会議（1949年）ではユースホステルの基本的原則としてハイキングや自転車旅行を対象としていく方針が決められた。しかし、バスによる利用などの要望が強まり第15回国際ユースホステル会議（1954年）の研究委員会では「団体旅行および青少年旅行機関」という議題でバスによる団体旅行を受け入れるか討議が行われた。また、第16回国際ユースホステル会議（1955年）ではユースホステルへの自動車利用者とバス利用者の受け入れを討議したが結論は出なかった。結局ヨーロッパの多くのユースホステルは次第にこれらの人々の要望に譲歩する形で利用条件を緩和したが、イギリスのユースホステルは長い間ハイキングによる自力の旅行を利用条件としていた。

### 日本
日本では古くより、東海道や中山道などの主要街道をはじめとする道路網が整備されてきた。これらは徒歩での移動を前提としていたため、徒歩での1日の移動距離を基準として一定間隔ごとに宿場が設けられていた。この宿場が発展して現在の鉄道の主要駅や市街地などになっていることが多いため、徒歩旅行における発着点となりやすい。また、これらの場所にはホテル・飲食店・金融機関などの施設が集中していることも多いため、その意味でも発着点としては便利である。
現代日本の道路行政は自動車の往来、いわゆるモータリゼーションを最優先したため、道路交通法上は歩行者の安全を最優先しているが、徒歩による通行には危険な箇所が多い。歩道が極めて狭い道路、歩道の無い道路も多い。
近年ではYoutuberがGeoguesserを用いて、そこに出た場所へ数日かけて徒歩で向かうという企画も出てきている。